# Медресе Мехтар Анбар
Медресе Мехтар Анбар (Мехтар Амбар, Аттор) (узб. Mehtar Anbar (Ambar) madrasasi) — медресе в историческом центре Бухары (Узбекистан), воздвигнутое в XIX веке в эпоху правления представителей узбекской династии Мангытов на средства сановника ведавшими финансами. Расположено на улице им. Бахауддина Накшбанда махалли «Кукалдош».
Архитектурный памятник входит в «Национальный перечень объектов недвижимости материального культурного наследия Узбекистана». В настоящее время в нём расположена гостиница «Мехтар Амбар».